# Vilhjálmur Einarsson
Vilhjálmur Einarsson, född 5 juni 1934 i Reyðarfjörður, död 28 december 2019, var en isländsk friidrottsutövare. Han tog silvermedalj i tresteg under OS 1956 i Melbourne, Australien. Vilhjálmur växte upp i Reyðarfjörður.
1956 satte Einarsson ett nytt olympiskt rekord genom att hoppa 16,26 m, men rekordet blev ytterligare förbättrat av brasilianaren Adhemar da Silva under samma tävling. Den isländska silvermedaljen var ett av de mest överraskande resultaten i spelen och var Islands första medalj i ett OS. I EM 1958 i Stockholm tog han en ny medalj, denna gång var valören brons.
Einarssons personliga rekord på 16,70 satte han 7 augusti 1960 i Laugardalsvöllur på Island. Ett rekord som ännu, 2024, är isländskt rekord.
Vilhjálmur Einarssons son, Einar Vilhjálmsson, har tre gånger representerat Island i OS. Han deltog i spjutkastning år 1984, 1988 och 1992.